# Tachypnoe
Tachypnoe (altgriechisch ταχύπνοια tachýpnoia, deutsch ‚Schnellatmung‘) bezeichnet eine gesteigerte bzw. überhöhte Atemfrequenz (d. i. Atemzüge pro Minute). Die normale Atemfrequenz von Erwachsenen, die sich nicht körperlich anstrengen, liegt bei 12 bis 20 pro Minute. Sie erhöht sich bei älteren Menschen durch ein kleineres Atemvolumen. Die Atemfrequenz beim Neugeborenen liegt in Ruhe zwischen 30 und 50 pro Minute, bei Frühgeborenen zwischen 70 und 80.

## Ursachen
Ursachen der Tachypnoe können sein: Erhöhter Sauerstoffbedarf (bei körperlicher Belastung, Fieber), Störungen des Säure-Basen-Haushalts, erniedrigtes Sauerstoffangebot, verminderte Sauerstoffaufnahme aus der Atemluft (z. B. bei Lungenerkrankungen) oder Störungen der Atemregulation (psychische Erregung, Hyperventilation), Herzerkrankungen, massive Blutverluste oder Anämien.